# 마리아노 풀리도
호세 마리아노 풀리도 솔리스(스페인어: José Mariano Pulido Solís; 1956년 8월 22일, 안달루시아 주 마르체나 ~ 2013년 4월 2일, 안달루시아 주 알칼라 데 과다이라)는 스페인의 전직 프로 축구 선수로, 현역 시절 수비수로 호라약했다.

## 클럽 경력
풀리도는 세비야 도 마르체나 출신으로, 불과 17세의 나이로 세비야 1군 소속으로 프로 무대이자 세군다 디비시온 신고식을 치렀는데, 90분을 치른 짐나스틱과의 1974년 3월 17일 원정 경기에서 1-4로 패했다. 그는 처음 2년 동안 8경기 출전에 그쳤는데, 같은 시기 그는 2군의 주요 선수로 활약했다.
안달루시아 연고 구단으로 라 리가에서 3년을 더 활약한 풀리도는 1978-79 시즌에 2부 리그의 엘체로 임대되었다. 1980년 6월에 친정에서 70번의 공식 경기를 출전하고 방출된 후 그는 프로 말년 4년 중 3년을 카스테욘과 리나레스소속으로 2부 리그에서 활동했다.

## 국가대표팀 경력
풀리도는 몽레알에서 열린 1976년 하계 올림픽에 스페인 선수단 일원으로 대회에 참가해 0-1로 패한 동독과의 경기에 출전했지만, 조별 리그 탈락을 막지 못했다.

## 이후 행보와 최후
은퇴 후, 풀리도는 세비야 소속으로 활동했는데, 주로 유소년부를 지도했지만, 구단 행정도 맡았다. 그는 2013년 4월 2일에 향년 56세로 알칼라 데 과다이라에서 퇴행성 병변으로 영면에 들었다.
마리아노 풀리도의 아들 호르헤도 축구 선수로 수비수였다. 그는 현역 시절 전부를 하부 리그에서 보냈다.